# Flugvikt i boxning vid olympiska sommarspelen 2000
Resultat från boxning vid olympiska sommarspelen 2000 och herrarnas flugvikt. De 27 boxarna vägde under 51kg. Tävlingarna arrangerades i Sydney Convention and Exhibition Center, hallarna 3 och 4.

## Medaljörer
| Klass    | Guld                    | Silver                        | Brons                        |
| Flugvikt | Wijan Ponlid · Thailand | Bolat Dzjumadilov · Kazakstan | Wladimir Sidorenko · Ukraina |
| Flugvikt | Wijan Ponlid · Thailand | Bolat Dzjumadilov · Kazakstan | Jérôme Thomas · Frankrike    |

## Första omgången
| Boxare              | Land         | Resultat | Land        | Boxare                |
| ------------------- | ------------ | -------- | ----------- | --------------------- |
| Jérôme Thomas       | Frankrike    | 13-1     | Australien  | Erle Wiltshire        |
| Drissa Tou          | Burkina Faso | w.o.     | Iran        | Mohammad Rahim Rahimi |
| José Navarro        | USA          | 16-10    | Indonesien  | Hermensen Ballo       |
| Hicham Mesbahi      | Marocko      | 17-11    | Turkiet     | Halil Ibrahim Turan   |
| Bogdan Dobrescu     | Rumänien     | 12-3     | Kina        | Yang Xiangzhong       |
| Manuel Mantilla     | Kuba         | 20-8     | Sydkorea    | Kim Tae-Kyu           |
| Andrew Kooner       | Kanada       | 18-11    | Algeriet    | Nacer Keddam          |
| Wijan Ponlid        | Thailand     | RSC-4    | Tyskland    | Vardan Zakaryan       |
| Andrzej Rzany       | Polen        | 15-13    | Madagaskar  | Celestin Augustin     |
| Arlan Lerio         | Filippinerna | RSC-2    | Uganda      | Jackson Asiku         |
| Omar Andrés Narváez | Argentina    | 12-6     | Puerto Rico | Carlos Valcarcel      |
| Wladimir Sidorenko  | Ukraina      | 16-8     | Mexiko      | Daniel Ponce de León  |

## Andra Omgången
Fyra boxare deltog inte i första omgången och började direkt i andra omgången.
| Boxare             | Land      | Resultat | Land         | Boxare              |
| ------------------ | --------- | -------- | ------------ | ------------------- |
| Vic Darchinyan     | Armenien  | 20-11    | Ryssland     | Ilfat Ryazapov      |
| Bolat Dzjumadilov  | Kazakstan | 12-9     | Zambia       | Kennedy Kenyanta    |
| Jérôme Thomas      | Frankrike | RSC-2    | Burkina Faso | Drissa Tou          |
| José Navarro       | USA       | 12-9     | Marocko      | Hicham Mesbahi      |
| Manuel Mantilla    | Kuba      | RSC-4    | Rumänien     | Bogdan Dobrescu     |
| Wijan Ponlid       | Thailand  | 11-7     | Kanada       | Andrew Kooner       |
| Andrzej Rzany      | Polen     | 18-18    | Filippinerna | Arlan Lerio         |
| Wladimir Sidorenko | Ukraina   | 16-10    | Argentina    | Omar Andrés Narváez |

## Kvartsfinal
| Boxare             | Land      | Resultat | Land     | Boxare          |
| ------------------ | --------- | -------- | -------- | --------------- |
| Bolat Dzjumadilov  | Kazakstan | 15-8     | Armenien | Vic Darchinyan  |
| Jérôme Thomas      | Frankrike | 23-12    | USA      | José Navarro    |
| Wijan Ponlid       | Thailand  | 19-8     | Kuba     | Manuel Mantilla |
| Wladimir Sidorenko | Ukraina   | RSC-3    | Polen    | Andrzej Rzany   |

## Semifinal
De två boxarna som inte gick till final fick dela på bronset.
| Boxare            | Land      | Resultat | Land      | Boxare             |
| ----------------- | --------- | -------- | --------- | ------------------ |
| Bolat Dzjumadilov | Kazakstan | 22-16    | Frankrike | Jérôme Thomas      |
| Wijan Ponlid      | Thailand  | 14-11    | Ukraina   | Wladimir Sidorenko |

## Final
| Boxare       | Land     | Resultat | Land      | Boxare            |
| ------------ | -------- | -------- | --------- | ----------------- |
| Wijan Ponlid | Thailand | 19-12    | Kazakstan | Bolat Dzjumadilov |